# Megalonychidae
I megalonichidi (Megalonychidae) sono una famiglia di mammiferi xenartri, attualmente rappresentata dal solo bradipo didattilo (Choloepus).

## Forme grandi e piccole
In passato, la famiglia dei megalonichidi comprendeva numerose grandi forme, diffuse in Sudamerica e in particolare in Nordamerica, la più nota delle quali era Megalonyx ("grande artiglio"), da cui deriva il nome dell'intero gruppo. Questi animali furono uno dei tanti gruppi di bradipi terricoli che, tra la fine dell'era Terziaria e il Pleistocene, si diffusero nelle grandi pianure americane. Il primo a diffondersi in Nordamerica, ben prima della formazione dell'istmo di Panama, fu Pliometanastes nel Miocene superiore; probabilmente questo animale riuscì a raggiungere il continente settentrionale tramite island hopping. I megalonichidi erano caratterizzati da dimensioni relativamente grandi e da un particolare sviluppo degli arti. Alcune specie si diffusero nelle isole caraibiche a partire dal Miocene superiore (genere Imagocnus), e progressivamente ridussero le proprie dimensioni, secondo il fenomeno del nanismo insulare. Tra i generi più noti, da ricordare il grosso Megalocnus, alto fino a un metro, e i parzialmente arboricoli Synocnus e Acratocnus, reputati tra i più stretti parenti dell'odierno bradipo didattilo. Un altro genere probabilmente arboricolo (o forse arrampicatore su terreni rocciosi) è il sudamericano Diabolotherium. Megistonyx era adattato a vivere ad alta quota, mentre Ahytherium era probabilmente semiacquatico. Sembra che alcuni megalonichidi sopravvissero in epoca storica, ma si estinsero forse a causa dell'arrivo dell'uomo sulle isole caraibiche. I generi continentali, come Megalonyx, si estinsero nel corso del Pleistocene.